# Бахметева, Екатерина Петровна
Екатерина Петровна Бахметева (урождённая Свиньина, 1778 или 1779 — 1841) — русская поэтесса, писательница и переводчица
.

## Биография и творчество
Дочь генерал-майора и сенатора Петра Свиньина (1734—1813).
Вместе с сестрой Настасьей (1770-е — 1852) была ученицей Василия Сергеевича Подшивалова, всячески поощрявшего их литературные занятия. При упоминании их творчества было принято говорить: «г-жа Бахметева и дѣвица Свиньина».
Была известна своими переводами и оригинальными литературными произведениями в прозе и в стихах. Её первый перевод с французского — «Индийская (индейская) хижина» Сен-Пьера (La Chaumière indienne, 1790) — был напечатан в 1794 г. в Москве. Её произведения большею частью печатались в журнале Подшивалова «Приятное и полезное препровождение времени» (1794—1797) и в альманахе «Аониды», изданном Карамзиным (1796—1799). Её стихотворения отличались плавностью, правильностью стиля и вообще могли считаться по тому времени изящными, таковы, например «Любовь и Дружба» («Аониды» кн. I, 1798 г., стр. 258); басня «Пчела» (там же стр. 217) и другие.
Умерла 31 марта (12 апреля) 1841 года на 63-м году жизни. Похоронена в Симоновом монастыре.